# Hendrik Brunsting

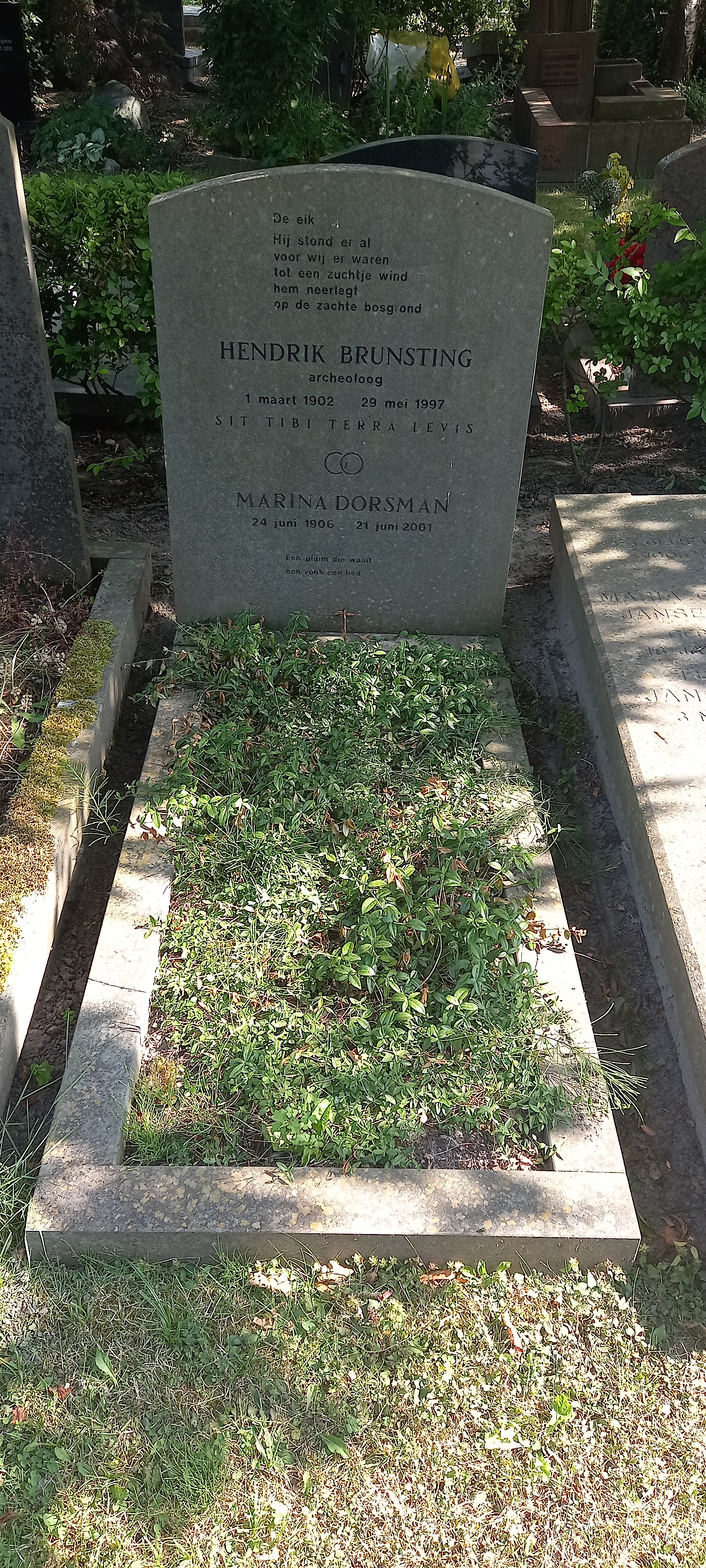
Das Grab von Hendrik Brunsting und seiner Ehefrau Marina Dorsman auf dem refomireten Friedhof von Oegstgeest

Hendrik Brunsting (* 1. März 1902 in Bedum; † 29. Mai 1997 in Leiden) war ein niederländischer Provinzialrömischer Archäologe.

## Leben
Er studierte an der Vrije Universiteit Amsterdam und der Universiteit van Amsterdam und wurde 1937 mit der Dissertation „Het grafveld onder Hees bij Nijmegen; een bijdrage tot de kennis van Ulpia Noviomagus“ promoviert. Von 1938 bis 1946 war er Assistent am Biologisch-Archaeologisch Instituut in Groningen, von 1946 bis 1967 Konservator am Rijksmuseum van Oudheden in Leiden. Von 1956 bis zu seiner Emeritierung 1977 lehrte er als Professor für Archäologie und Ur- und Frühgeschichte an der Vrije Universiteit Amsterdam.
Eine Stiftung zur Förderung des ehemaligen Archäologischen Zentrums der Freien Universität Amsterdam (Archeologisch Centrum van de Vrije Universiteit) trägt zu seiner Erinnerung den Namen Hendrik Brunsting-Stiftung (Hendrik Brunsting Stichting).

## Veröffentlichungen (Auswahl)
- Het grafveld onder Hees bij Nijmegen. Een bijdrage tot de kennis van Ulpia Noviomagus (= Archaeologisch-historische bijdragen 4). Amsterdam 1937.
- Romeinse Grafpeilers in Nederland. In: L’Antiquité Classique 17, 1948, S. 73–80 (Digitalisat).
- mit Mattheus P. M. Daniëls: Romeins Nijmegen IV. De Romeinse monumenten van steen, te Nijmegen gevonden. In: Oudheidkundige Mededelingen van het Rijksmuseum van Oudheden te Leiden 36, 1955, S. 21–72.
- De oud-christelijke Sarcophaag van Leiden. In: Oudheidkundige Mededelingen van het Rijksmuseum van Oudheden te Leiden 40, 1959, S. 35–40.
- Overblijfselen van een paalkranstumulus in de Romeinse legioensvesting te Nijmegen. Éditions Universa, 1962.
- Die Legionslager in Nijmegen. Ausgrabungen bis 1967. In: Dorothea Haupt / Heinz Günter Horn (Hrsg.): Studien zu den Militärgrenzen Roms II. Vorträge des 10. Internationalen Limeskongresses in der Germania inferior. Rheinland-Verlag, Köln 1977, ISBN 3-7927-0270-3, S. 115–120.
- mit Frédéric L. Bastet: Corpus signorum classicorum Musei Antiquarii Lugduno-Batavi. Catalogus van het klassieke beeldhouwwerk in het Rijksmuseum van Oudheden te Leiden (= Collections of the National Museum of Antiquities at Leiden Band 5). Terra Publishing Company, Zutphen 1982.
- mit Frédéric Louis Bastet: De drie collecties Rottiers te Leiden. Rijksmuseum van Oudheden, Leiden 1987.
- Johannes Smetius als provinciaal-Romeins archeoloog  (= Museumstukken 1). Vereniging van Vrienden van het Museum Kam, Nijmegen 1989.